# Gunars Saliņš
Gunars Saliņš (Dobelē, 21 aprile 1924 – New Jersey, 29 giugno 2010) è stato uno scrittore lettone.
Nel 1944 si trasferì in Germania per poi spostarsi (1950) negli USA. Fu fondatore del gruppo letterario La cucina dell'inferno. La sua opera più celebre è La taverna delle nebbie (1957).